# Emil Warburg
Emil Gabriel Warburg (Hamburgo, 9 de março de 1846 — Bayreuth, 28 de julho de 1931) foi um físico alemão.
Pai de Otto Warburg.

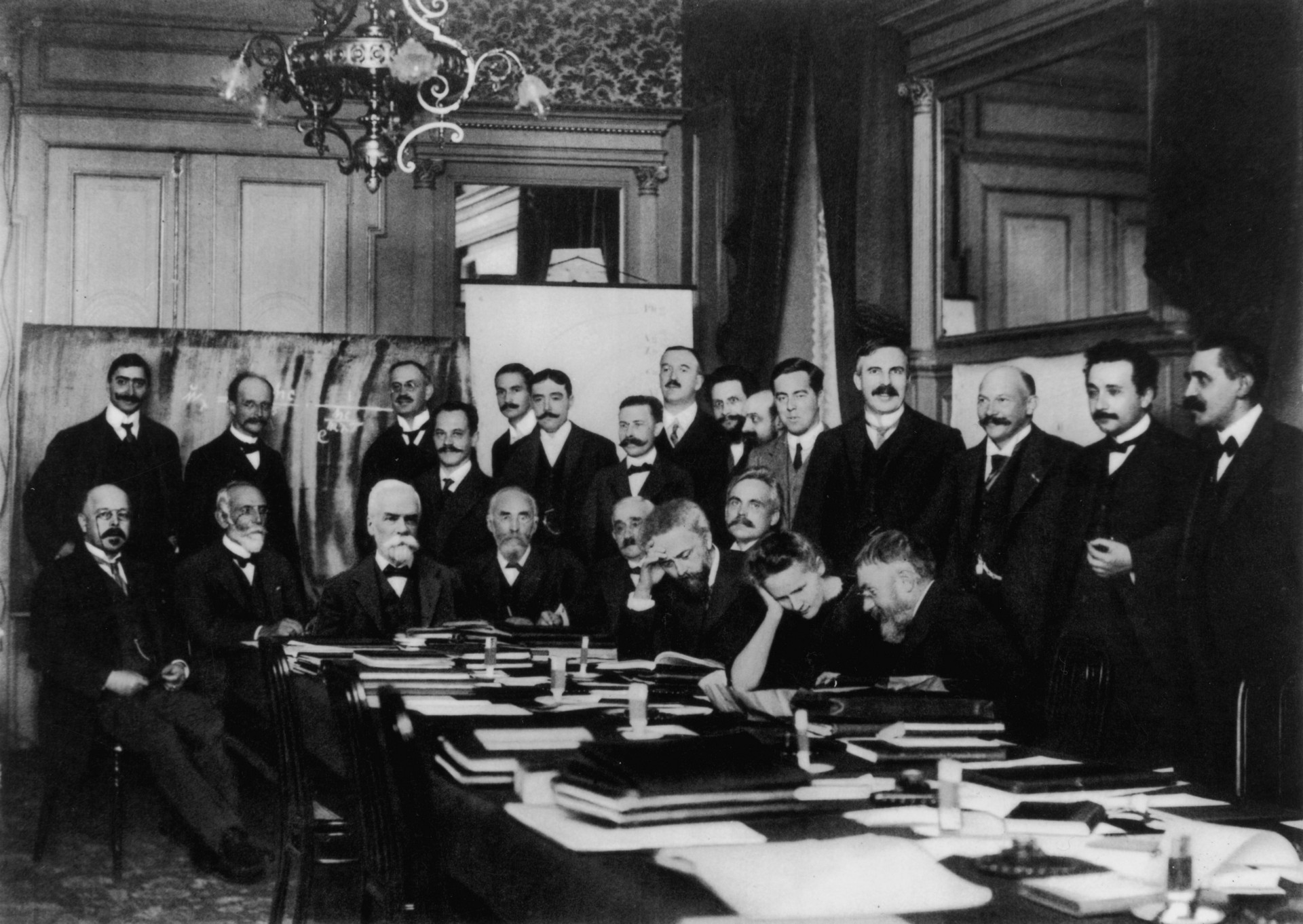
Conferência de Solvay, em 1911. Emil Warburg é o quinto sentado, a partir da esquerda

Foi eleito membro da Academia de Ciências da Prússia, em 18 de julho de 1895, eleição confirmada em  13 de agosto de 1895.
Participou da 1ª e 2ª Conferência de Solvay.